# نسر الشرق (مسلسل)
مسلسل مصري تاريخي من جزئين

## الجزء الأول

### قصة
في إطار تاريخي درامي، يعرض المسلسل لحقبة هامة في إطار أحداث تدور على أرض مصر والشام من خلال إبراز شخصية ( صلاح الدين) من حيث جوانبه الإنسانية ودوره كقائد عسكري عظيم.

### فريق العمل

#### بطولة
| - حلمي فودة: صلاح الدين الأيوبي - محيي إسماعيل: أرناط آل شاتيون - فايزة كمال: أغنيس كورتنيه - كمال أبو رية: بالدوين الثالث - سوسن بدر: عصمة الدين خاتون - عادل هاشم: نور الدين محمود - خالد الصاوي: عموري الأول - محمد الدفراوي: نجم الدين أيوب - سعيد عبد الغني:مانويل الأول - ليلى فوزي: ميليسندا | - سميرة عبد العزيز: الراهبة جوفيتا - أحمد فؤاد سليم: شاور - محمد أبو داوود: أسد الدين شيركوه بن شاذي - محمد عبد الجواد: ناصر الدين بن شيركوه - خليل مرسي: أسامة بن منقذ - هشام عبد الله: العادل سيف الدين بن أيوب - صفاء الطوخي: كونستانس - ميار الببلاوي: ماريا - هلال فهمي: بهاء الدين قراقوش - أحلام الجريتلي: أم صلاح الدين | - منى حسين: صوفيا - أيمن عزب: بوهمند - أيمن الشيوي: ريموند - مصطفى طلبة: همفري - عبد السلام الدهشان: ميناسس - علي عبد الرحيم: جوهر - ياسر صادق: كامل بن شاور - سيد جبر: جوزيف - عباس منصور: توران شاه بن أيوب - عبير سيف: ست الشام بنت أيوب | - هالة الزيني: فيليبا - زين نصار: سعد الدين كمشتكين - أحمد الطاهر: زين الدين بن نجا - محمد أحمد: عباس بن باديس - متولي علوان: راشد الدين سنان - محمد عنتر: مجير الدين أبق - شيرين السواح: ورد شان بنت شاور - غادة السيد: وطفاء بنت طلائع - حلا شيحة: شمسة خاتون - منى أبو سديرة: تيودورا |

| - نسرين سعد الدين:سيرين - لبنى عبد العزيز:ستيفانيا - خالد جلال - حسام الشاذلي:جوسلين كورتنيه - ألفت عمر - جيهان راتب: بيسان - ماهر لبيب - عواطف تكلا - محمد الشرشابي - هشام عثمان: أندرو | - محمد ريحان: ابن مرزوق - نضال الشافعي: الكونت هيك - عبد الرحمن حامد - عبد الحميد أنيس: ألبيرتو - سليمان حسين - محمود عبد الغفار: نصرة الدين بن زنكي - صفوت صبحي - كاظم شعبان - جلال رجب:موسى بن ميمون - صبري فواز | - كمال عطية:عوام - نائل علي:قائد الهسبتارية - أحمد الطماني:بنيامين - عمرو القاضي:يوسف - سعد عبد العظيم - طلعت الشريف - معوض إسماعيل: الأفضل بن صلاح الدين - ياسمين جمال: طفلة - شريف عواد:جي دي لويزنيان - محمد الفقي: إبراهيم بن موسى بن ميمون | - وائل عبد الحميد - جلال عثمان:علي - حسام الشربيني - ألفريد كمال:البطرك القبطي - استيفان منير - جيهان الأمير - تيسير فهمي: زهراء مصر - سيد أبو حلاوة:عمارة اليماني |

## الجزء الثاني

### قصة
في هذا الجزء تتجسد عبقرية صلاح الدين الأيوبي الملقب بنسر الشرق، الذي ينجح بعد معارك طاحنة في هزيمة البيزنطيين في الشمال والصليبيين في الشرق والأمراء الفاطميين في الغرب بتوطيد الحكم ونشر العدالة والأمن والأمان وتوحيد مصر والشام اللتان كجناحي طائرٍ لا ينهض إلا بتلاحمهما.

### فريق العمل

#### بطولة
| - حلمي فودة: صلاح الدين الأيوبي - محيي إسماعيل: أرناط آل شاتيون - فايزة كمال: أغنيس كورتنيه - سوسن بدر: عصمة الدين خاتون - خالد الصاوي: عموري الأول - محمد أبو داوود: أسد الدين شيركوه بن شاذي - أحمد فؤاد سليم: شاور - محمد عبد الجواد: ناصر الدين بن شيركوه - خليل مرسي: أسامة بن منقذ - هشام عبد الله: العادل سيف الدين بن أيوب - علي عبد الرحيم: جوهر - حلا شيحة: شمسة خاتون - أحلام الجريتلي: أم صلاح الدين - شيرين السواح: ورد شان بنت شاور | - خالد جلال: الخليفة العاضد - عبير سيف: ست الشام بنت أيوب - غادة السيد: وطفاء بنت طلائع - هلال فهمي: بهاء الدين قراقوش - ممدوح درويش:باليان أمير صليبي - منى حسين: صوفيا - أيمن الشيوي: ريموند - مصطفى طلبة: همفري - ياسر صادق: كامل بن شاور - عباس منصور: توران شاه بن أيوب - لبنى عبد العزيز:ستيفانيا - سيد جبر: جوزيف - زين نصار: سعد الدين كمشتكين - أحمد الطاهر: زين الدين بن نجا | - شريف عواد:جي دي لويزنيان - هدى الإدريسي:ميري - متولي علوان: راشد الدين سنان - مرسي الحطاب:إمام جامع عمرو بن العاص - لانا يوسف:جوانا - ألفريد كمال:البطرك القبطي - صفاء علم الدين:زمردة - هالة الزيني: فيليبا - عبد الحميد أنيس: ألبيرتو - هشام عثمان: أندرو - منى أبو سديرة: تيودورا - سيد أبو حلاوة:عمارة اليماني - جلال رجب:موسى بن ميمون |

الوجوة الصاعدة
| - نضال الشافعي: الكونت هيك - خالد عبد السلام:قائد الداوية - صبري فواز - كمال عطية:عوام - جلال عثمان:علي - نسرين سعد الدين:سيرين - أحمد الطماني:بنيامين - جيهان راتب: بيسان | - عمرو القاضي:يوسف - حسام الشاذلي:جوسلين كورتنيه - محمد الفقي: إبراهيم بن موسى بن ميمون - نائل علي:قائد الهسبتارية - معوض إسماعيل: الأفضل بن صلاح الدين - أحمد البهلوان:بالدوين الرابع - نيفين رفعت:ثريا - علياء عساف:الطفلة سيبيلا | ضيوف المسلسل - صفاء الطوخي: كونستانس - سعيد عبد الغني:مانويل الأول - سميرة عبد العزيز: الراهبة جوفيتا - عادل هاشم: نور الدين محمود - محمد الدفراوي: نجم الدين أيوب - تيسير فهمي: زهراء مصر - شيماء ربيع |